# イチオシ!プラス
『イチオシ!プラス』は、テレビ朝日系列の北海道テレビ（HTB）が2011年4月2日から2015年3月28日まで毎週土曜日に放送していた、『イチオシ!』の姉妹番組。ハイビジョン制作。

## 概要
『イチオシ!』の姉妹番組として、毎週土曜日に放送されている。ロゴは『イチオシ!』共通で、水色をベースにしている。
2015年3月終了したが、イチオシ!モーニング食のチカラスペシャルとして不定期（月1回からのち2～3回）の放送が続けられ、2020年4月より土曜が2部制となり事実上復活した。

## 放送時間
- 土曜日　9:50 - 10:20（JST）

※本番組の前に放送している「FFFFF」からステーションブレイクなしでそのまま接続していた。

## 出演者
- 高橋春花（HTBアナウンサー）
- 安藤こず恵（ローカルタレント）
- 飯野智行（同上）
- 依田英将（HTBアナウンサー）

## 過去の出演者
- 小野優子（番組開始 - 2013年3月30日）
- 大野恵（2013年4月6日 - 2014年9月27日）
- 青山千景

## 内容
1つのテーマをもとに構成。

## 参考出典
番組ホームページ